# Шоуни (Оклахома)
Вижте пояснителната страница за други значения на Шоуни.
Шоуни (на английски: Shawnee) е град в Оклахома, Съединени американски щати, административен център на окръг Потауатоми. Намира се на 60 км източно от Оклахома Сити. Населението му е около 29 857 души (2010).
В Шоуни е роден актьорът Брад Пит (р. 1963).